# اوبرالبن
اوبرالبن (به آلمانی: Oberalben) یک شهر در آلمان است که در Kusel واقع شده‌است. اوبرالبن ۲۷۱ نفر جمعیت دارد.